# Ji-Seon Kim
Pour les articles homonymes, voir Kim.
Ji-Seon Kim est une physicienne sud-coréenne. Elle occupe le poste de professeure au Département de physique et au Centre d'électronique plastique à l'Imperial College de Londres.

## Enfance et éducation
Kim a grandi en Corée du Sud et a obtenu un bachelor ès sciences en physique à l'Université pour femmes Ewha en 1992. Elle a complété un MSc en physique théorique sous la direction du Prof. Jeong Weon Wu en 1994 avant de déménager au Royaume-Uni pour travailler à l'Université de Cambridge. Là, elle a rejoint le groupe de recherche en pleine croissance du professeur Richard Friend, obtenant un doctorat avec une thèse intitulée Polymer Light-Emitting Diodes: Anode Surface Conditioning and Device Performance en 2000.

## Recherche et carrière
Pendant son séjour à Cambridge, Kim a obtenu une bourse de recherche avancée EPSRC (en) pour le groupe Optoélectronique et a effectué des recherches fondamentales sur les matériaux semi-conducteurs organiques tout en agissant en tant que consultante technique pour Cambridge Display Technology (en). Les recherches de Kim sont axées sur la nanoanalyse des matériaux électroniques imprimés, l'établissement de nouveaux procédés d'impression et le développement de nouvelles techniques de caractérisation. En 2003, elle faisait partie de l'équipe qui a remporté le prix Descartes (en) de la Commission européenne pour les diodes électroluminescentes à base de polymère. Kim a rejoint l'Imperial College de Londres en 2007 en tant que conférencière dans le groupe Solid State, où son groupe a identifié des techniques de sonde spectroscopique et de balayage qui peuvent identifier la microstructure et modifier les mécanismes de transport au sein des matériaux organiques. Elle est spécialiste en Spectroscopie Raman Résonante.
Elle est professeure de physique des solides à l'Imperial College de Londres et professeure invitée en science et ingénierie des matériaux au KAIST, en Corée du Sud. Elle est directrice du Centre EPSRC de formation doctorale en matériaux électroniques plastiques à l'Imperial College de Londres. Kim a participé au renforcement des liens entre le Royaume-Uni et la Corée, en créant des partenariats stratégiques avec KAIST et l'Université de science et de technologie de Gwangju (GIST),,. En 2016, elle signe un protocole d'accord, créant le centre de recherche et développement GIST-ICL,.